# Horlivka
Horlivka (în ucraineană Горлівка, în rusă Горловка) este un oraș din Ucraina.
 Imperiul Rus 1779–1917

 RSS Ucraineană 1920–1922

 Uniunea Sovietică 1922–1941

 Imperiul German (ocupația) 1941–1943

 Uniunea Sovietică 1943–1991

 Ucraina 1991–prezent 

## Galerie de imagini

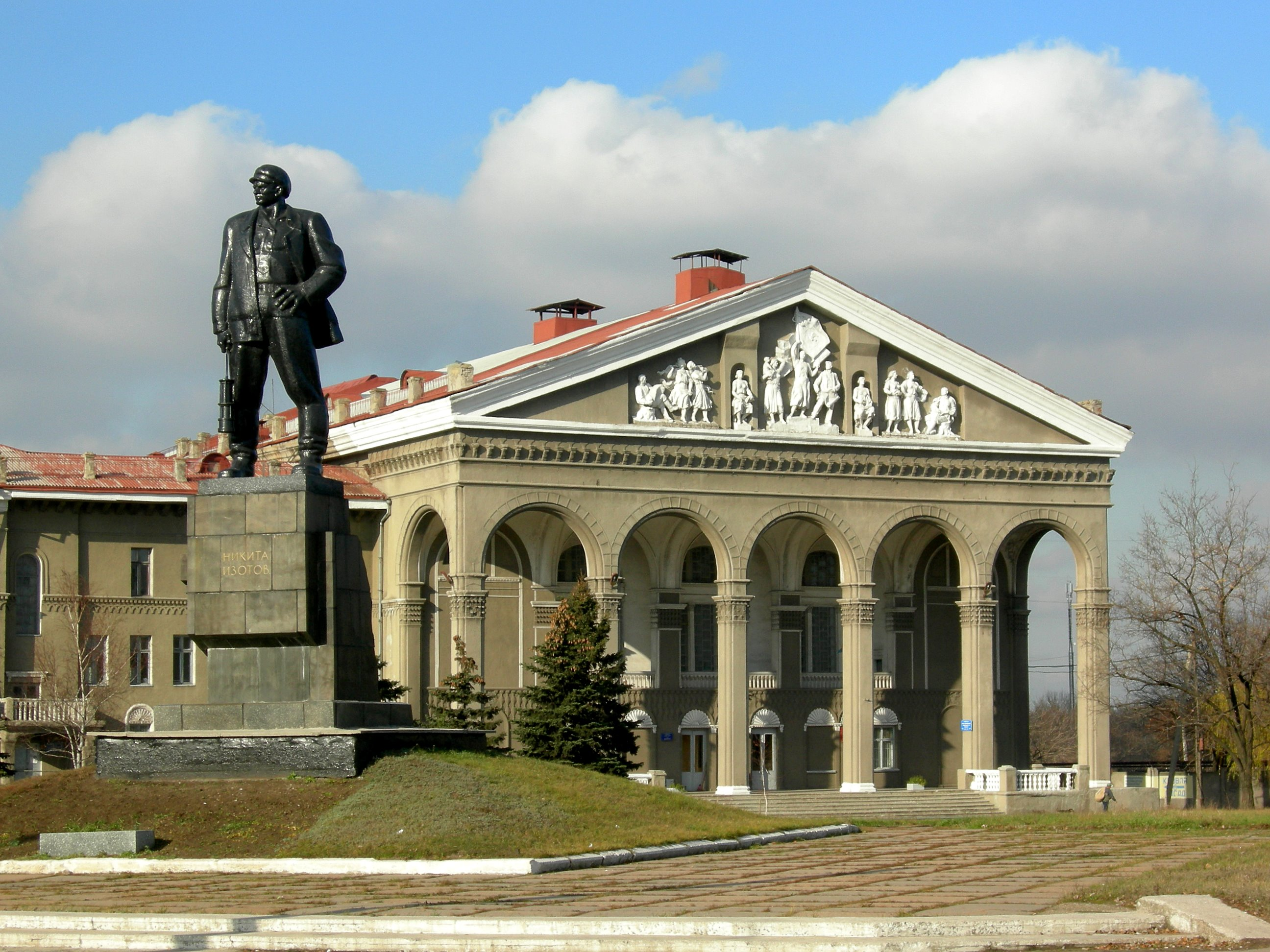
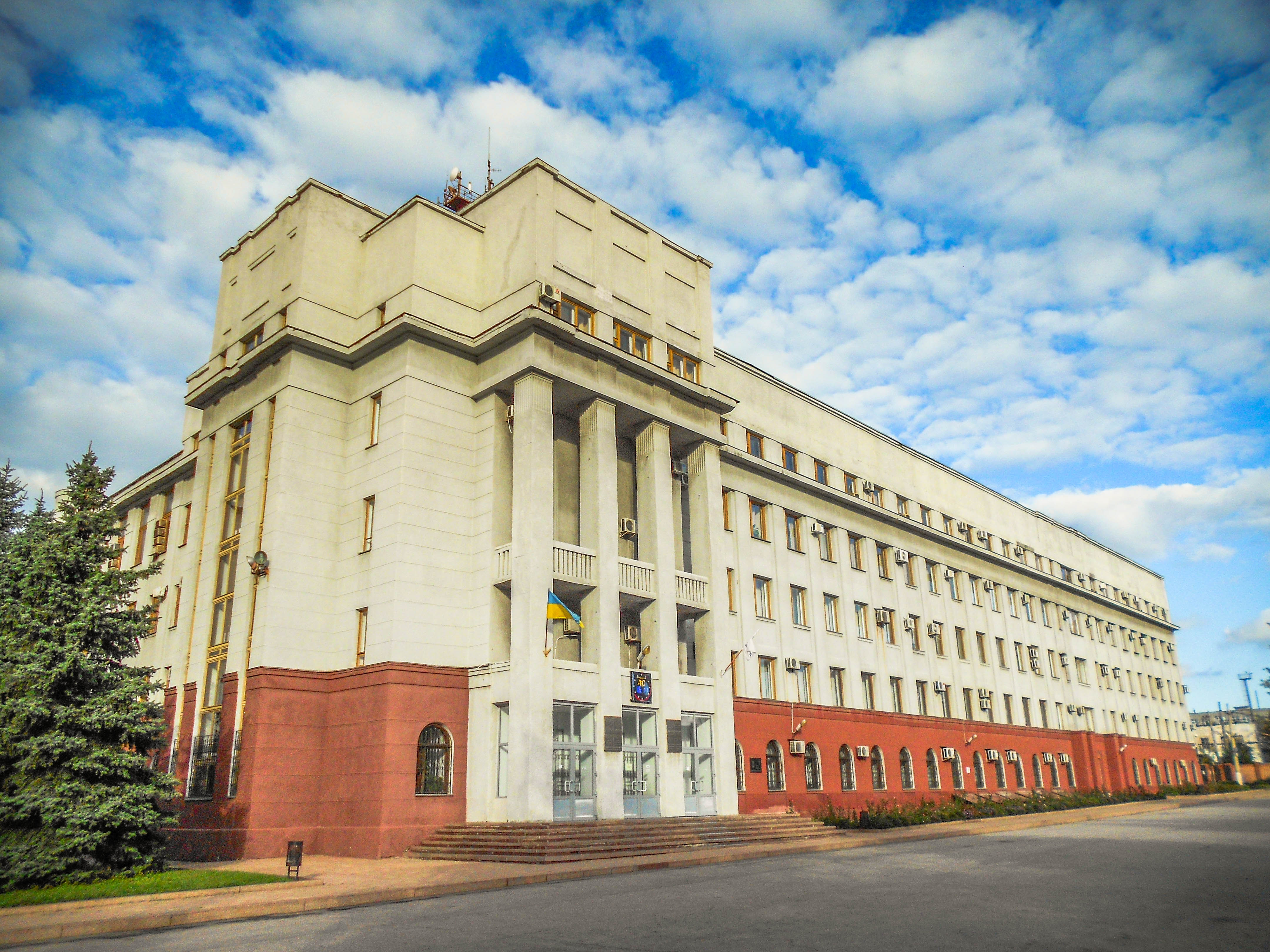
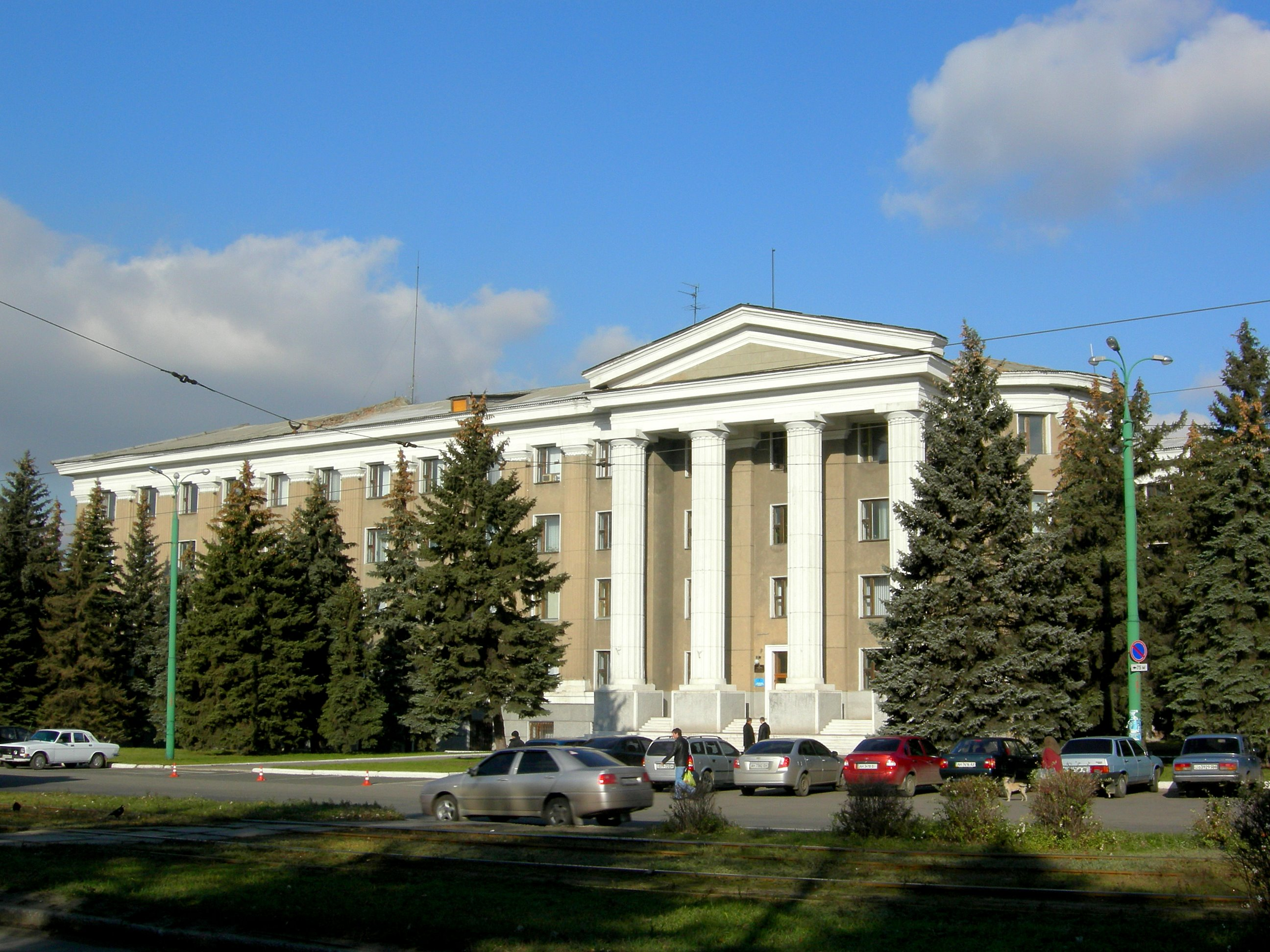
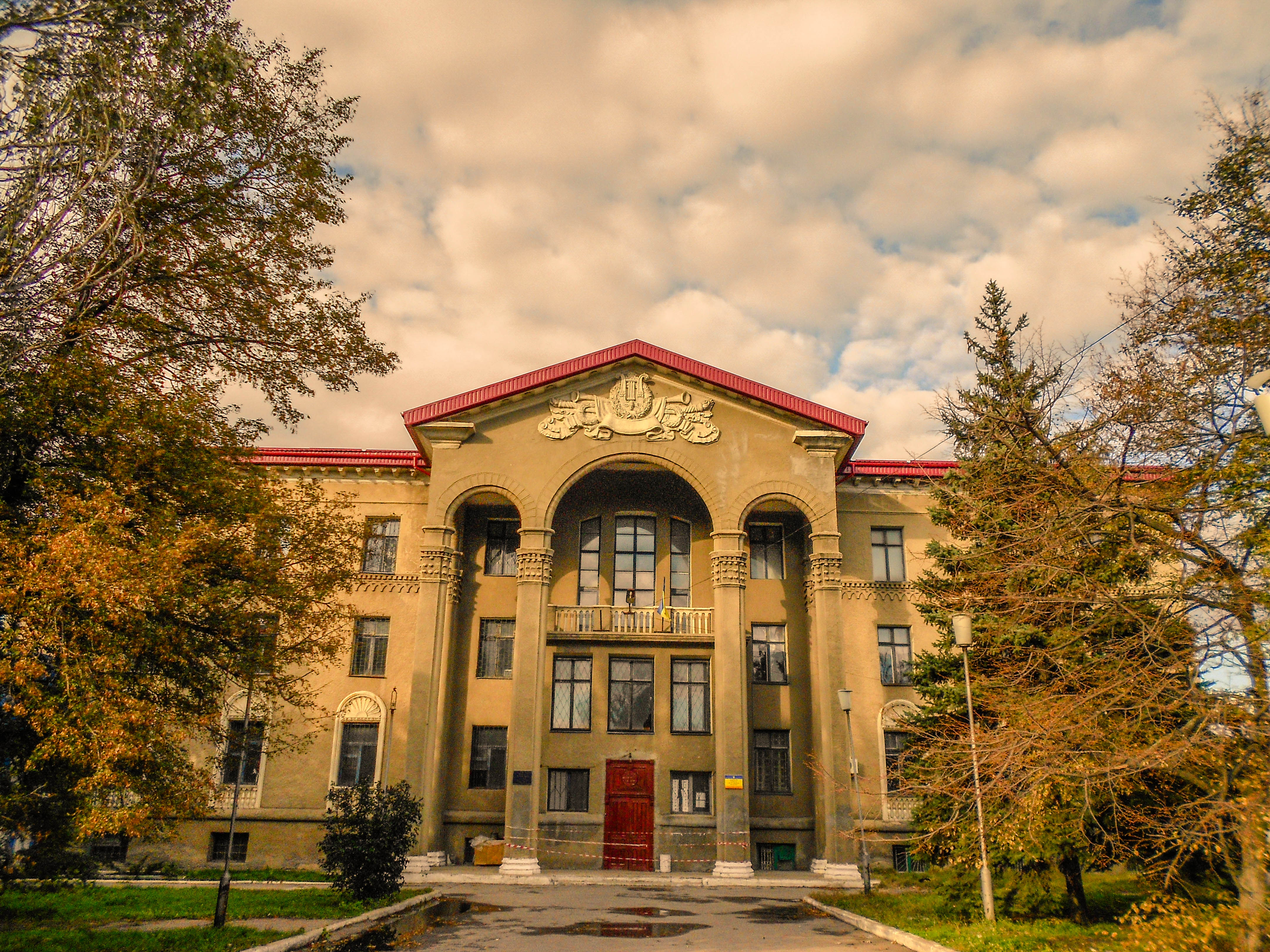
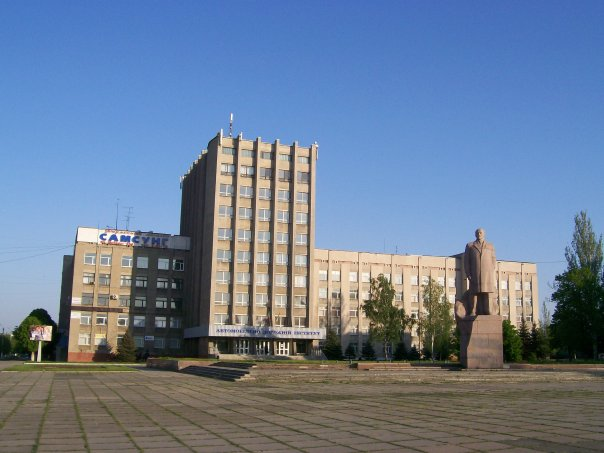
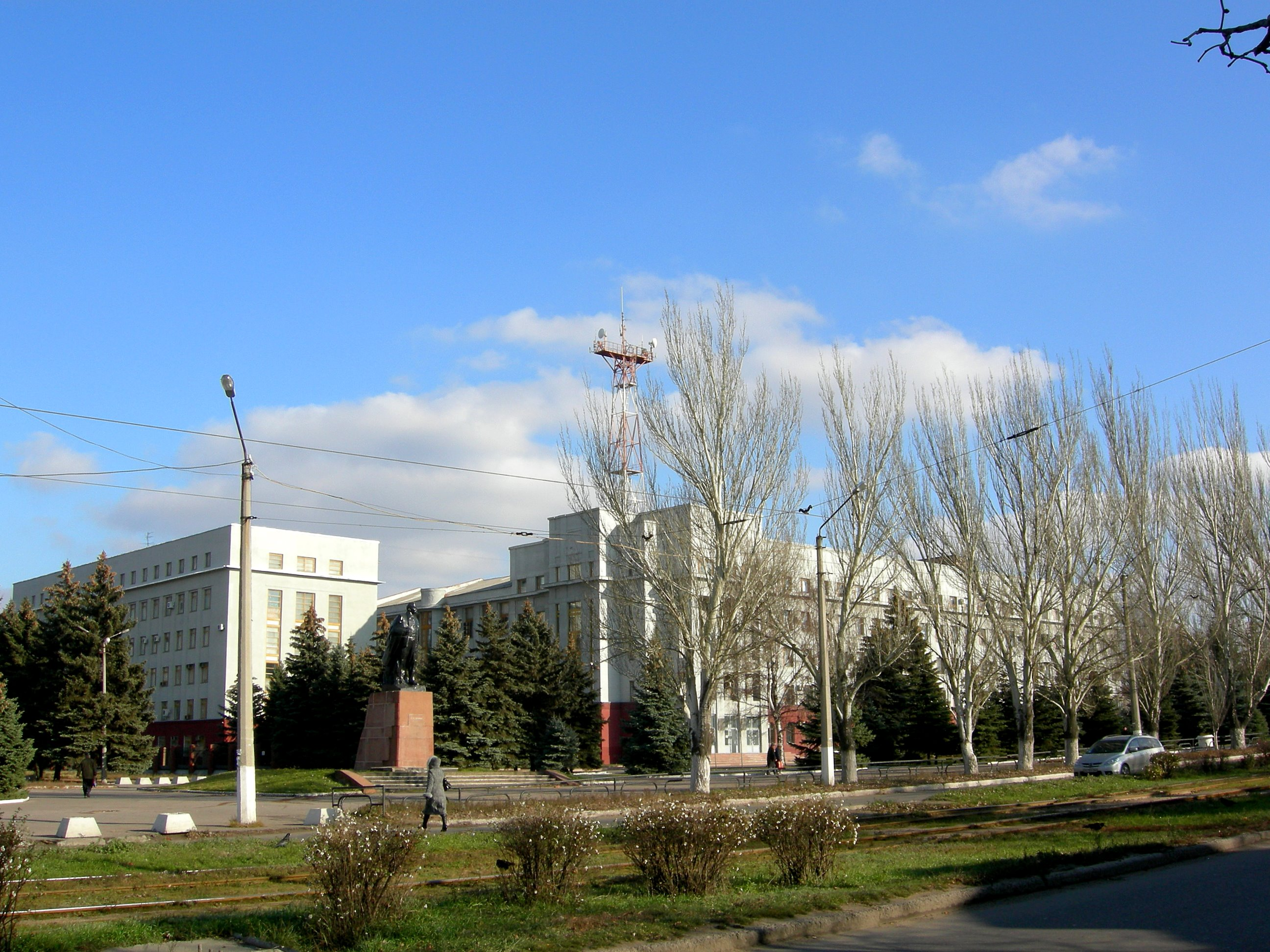
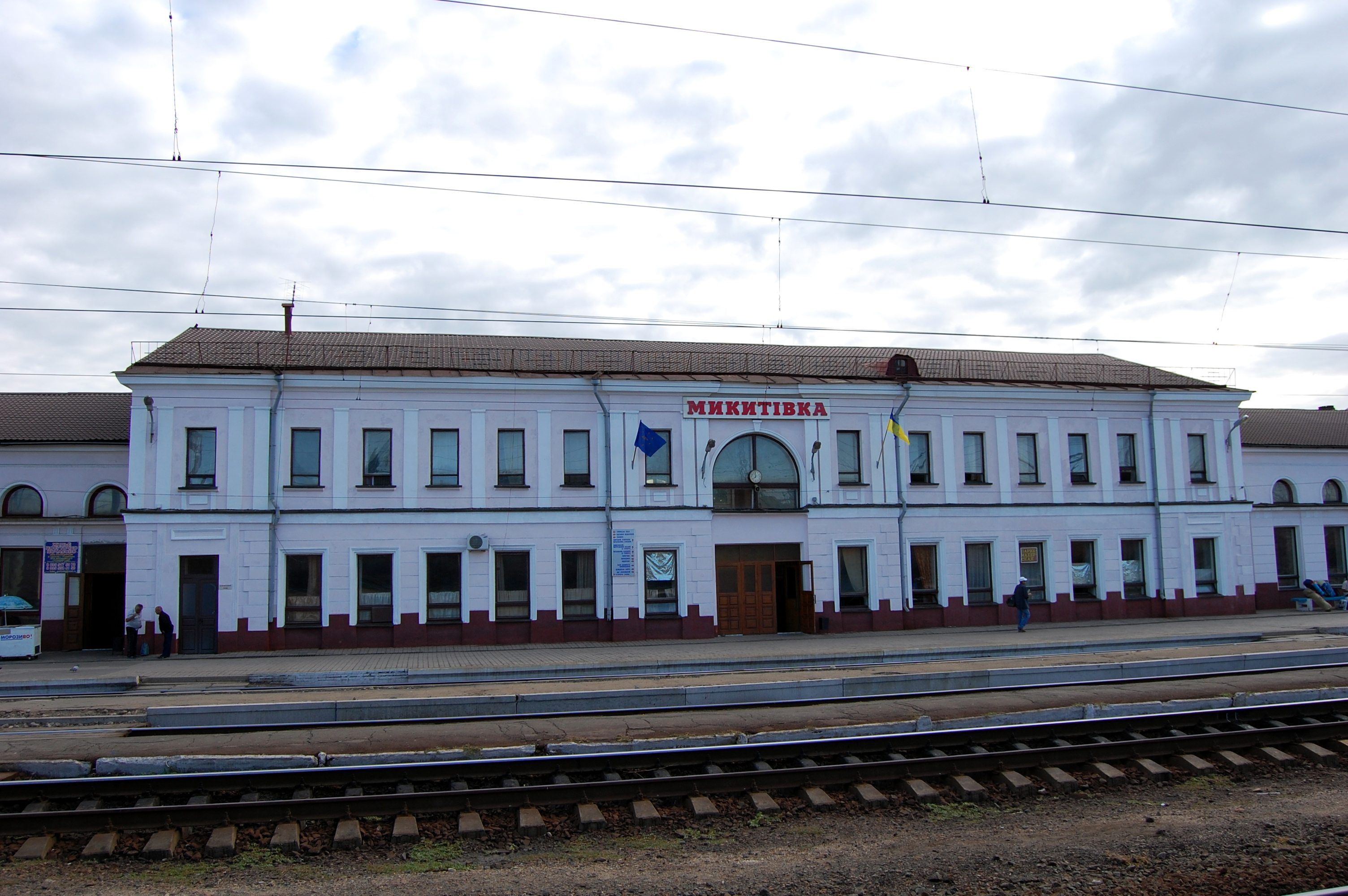
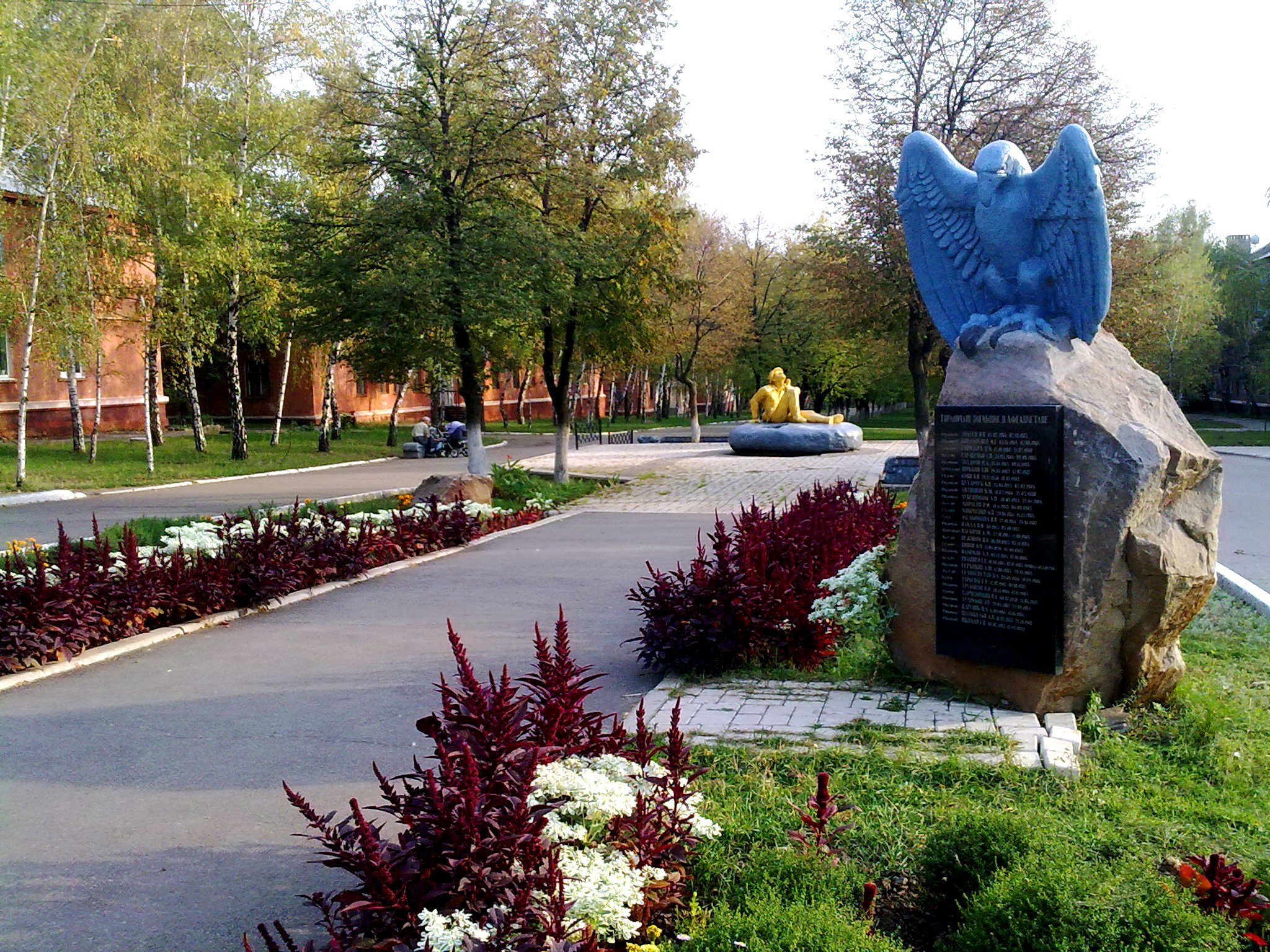
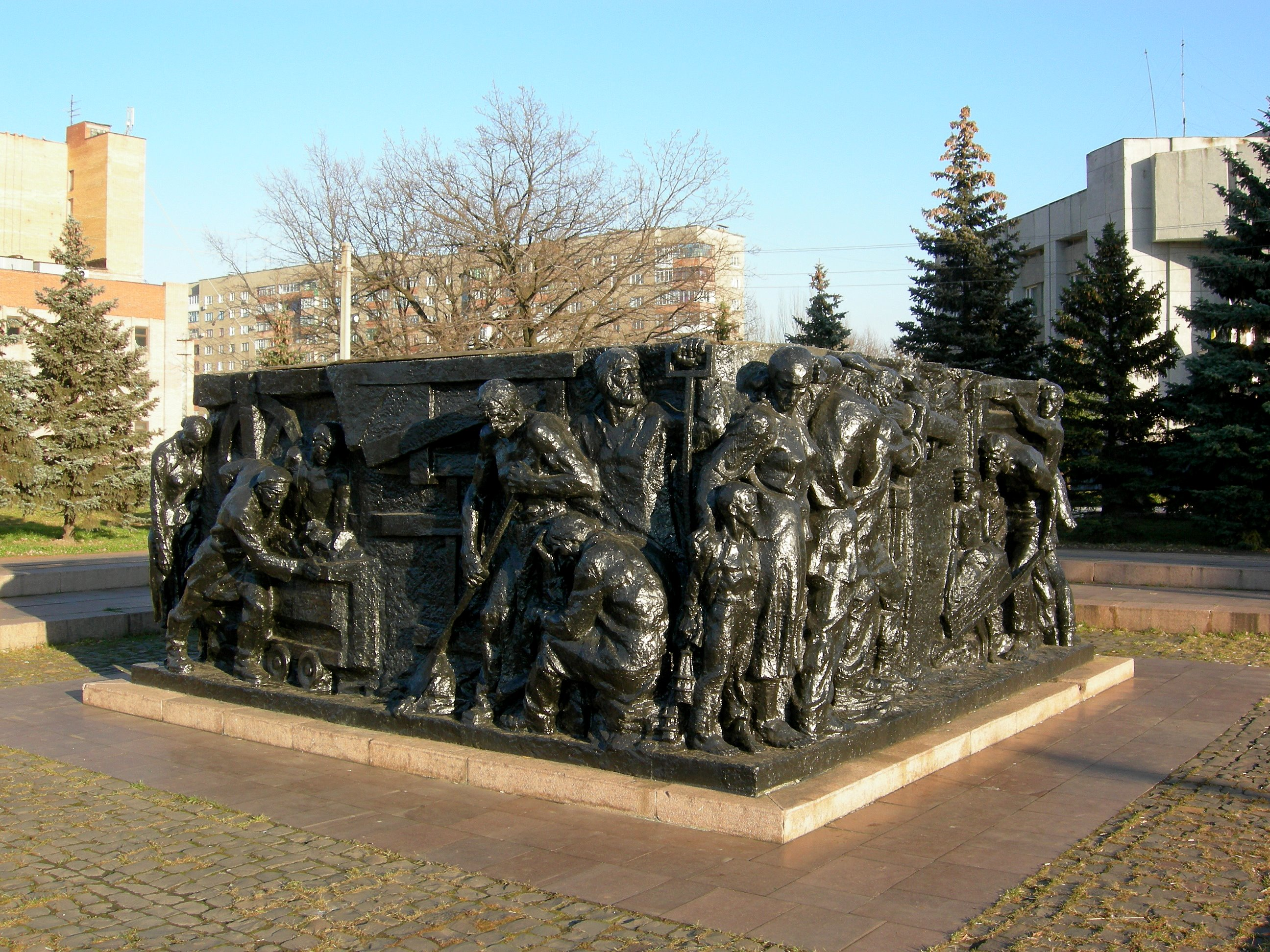